# Kirchentrio
Das Kirchentrio, auch Wiener Kirchentrio oder Salzburger Kirchentrio ist eine Besetzungsform, die in der Kirchenmusik des späten Barocks bis zur Wiener Klassik Verwendung fand.
Die Besetzung entspricht der der Triosonate. Sie besteht in der Regel aus zwei gleichwertigen Violinstimmen (oder anderen Melodieinstrumenten) sowie einer Bassgruppe, die wiederum aus der Orgel sowie die Bassmelodie colla parte mitspielendem Cello und/oder Kontrabass (gelegentlich auch Fagott) besteht. Der Begriff „Trio“ bezieht sich also nicht auf die absolute Anzahl der mitspielenden Instrumente, sondern auf die Zahl der Stimmen. Charakteristisch gegenüber der vollen Streicherbesetzung von Streichquartett oder modernem Orchester ist das Fehlen der Bratsche.

## Beispiele für Werke mit Kirchentrio-Besetzung
- Joseph Haydn: Missa brevis F-Dur Hob. XXII:1
- Joseph Haydn: Missa Rorate coeli desuper Hob. XXII:3
- Joseph Haydn: Kleine Orgelsolomesse Hob. XXII:7

Durch weitere Instrumente (meist Blasinstrumente) erweitertes Kirchentrio:
- Wolfgang Amadeus Mozart: Litaniae Lauretanae B.M.V. KV 109
- Wolfgang Amadeus Mozart: Trinitatismesse KV 167
- Wolfgang Amadeus Mozart: Spatzenmesse KV 220
- Wolfgang Amadeus Mozart: Messe in C-Dur KV 257
- Wolfgang Amadeus Mozart: Missa brevis C-Dur KV 258
- Wolfgang Amadeus Mozart: Missa brevis in C-Dur KV 259
- Wolfgang Amadeus Mozart: Krönungsmesse KV 317
- Wolfgang Amadeus Mozart: Vesperae solennes de Dominica KV 321
- Wolfgang Amadeus Mozart: Messe in C-Dur KV 337
- Wolfgang Amadeus Mozart: Vesperae solennes de Confessore KV 339
- Franz Schubert: Messe Nr. 2 G-Dur D 167